# Denisz Ten
Denisz Ten, kazak nyelven Денис Юрьевич Тен (Almati, 1993. június 13. – Almati, 2018. július 19.) olimpiai bronzérmes kazak műkorcsolyázó.

## Pályafutása
2006 és 2014 között öt alkalommal nyerte meg a kazak bajnokságot. 2009 és 2018 között vett részt nemzetközi versenyeken. 2013-ban a londoni világbajnokságon ezüstérmes lett. A 2014-es szocsi olimpián bronzérmet szerzett. 2015-ben a sanghaji világbajnokságon bronzérmet nyert.

## Halála
2018. július 19-én Almatiban combon szúrta két autótolvaj, akik megpróbálták ellopni a kocsijának a visszapillantó tükreit. A szúrás következtében három liter vért vesztett. A kórházba szállítás után három órával halt meg a súlyos vérveszteség következtében.

## Eredményei
| Esemény           | 2009 | 2010 | 2011 | 2012 | 2013 | 2014 | 2015 | 2016 | 2017 | 2018 |
| ----------------- | ---- | ---- | ---- | ---- | ---- | ---- | ---- | ---- | ---- | ---- |
| Olimpiai játékok  |      | 11.  |      |      |      | 3.   |      |      |      | 27.  |
| Világbajnokság    | 8.   | 13.  | 14.  | 7.   | 2.   |      | 3.   | 11.  | 16.  | VL   |
| VL = visszalépett |      |      |      |      |      |      |      |      |      |      |